# Свети Георги (Ератира)
Вижте пояснителната страница за други значения на Свети Георги.
„Свети Великомъченик Георги“ (на гръцки: Ιερός Ναός Αγίου Γεωργίου Εράτυρας) е православна църква в село Ератира (Селица), Егейска Македония, Гърция, част от Сисанийската и Сятищка епархия.

## Местоположение
Църквата е централният храм на паланката, разположен на главния площад.

## История
На мястото на църквата е имало по-стара със същото име. След построяването на „Свети Никанор“ (1816 - 1925), еноришите на „Свети Георги“ получават стимул за построяването на нов храм. Започната е в 1832 година в годините на възстановяване на градчето след разрушението по време на Гръцкото въстание. Първоначално църквата е построена като трикорабна базилика от дялан камък, но през 1839 година е преработена като петкорабна и е завършена в 1844 година и осветена тържествено в 1845 година. Архитект на сградата е селичанинът Анастасиос Костас.

## Архитектура
Първият и петият кораб са екзонартекси с арки. В горната част на запад е женската църква, а на изток има два параклиса – „Свети Харалампий“ на юг и „Свети Димитър“ на север. В 1928 година е построен шестоъгълен купол, за да се увеличи светлината в храма.
Отвътре почти цялата църква е изписана от местни селишки зографи. Зографисването започва в 1850 година и продължава през втората половина на XIX век. Както по стил, така и по цветове те стенописите имат силно влияние от европейската живопис. Сравнително изследване на писмените източници и на стила показва, че всички важни зографи на Селица от XIX век са рисували в „Свети Георги“.
Изключително впечатляващ е резбованият позлатен иконостас на църквата. Изработен е от трима селищки майстори за 17 години. Внушителна дърворезба, принадлежаща на старата църква, е намерена в мазето на храма и се съхранява днес в музея на Ератира. Запазени са и ръкописи от началото на XVIII век, които може да са дошли от манастира „Свети Атанасий“.
Иконографията на църквата трябва да е започнала след 1844 година, а основната ѝ част да е завършена преди 1870 година. Не е изключено царските икони да са били изписан преди 1844 година. Кръстът в горната част на иконостаса носи датата 1846 година, но е поставен на мястото си, когато иконостасът е завършен след 1860 година. Дясната олтарна врата е подписана в 1849 година от поп Зикос. По това време в Ератира са работили зографите Георгиос Мануил със сина си Мануил Георгиу и поп Зикос със сина си Димитриос до 1851 година. След 1861 година е възможно и много да е участвал и младият син на Зикос Томас Икономидис. Ясно е, че иконостасът е изработен от различни тайфи и е довършван в продължение на десетилетия.
Отвън около главния северен вход изящно са изписани архангелите Михаил и Гавриил и Свети Георги и Свети Димитър, подписани „1850 υουλι: 19 Γ.Μ.“, тоест 19 юли 1850, Георгиос Мануил. Вътре светците на северната и южната стена от иконостаса до вратите на църквата стилистично принадлежат на работилницата на Георгиос Мануил. На негосе приписва и Света Богородица Ширшая небес от апсидата, както и зоната с апостолите под нея. Крилата на ангелите отляво и отдясно на Света Богородица Ширшая небес са също негови. Свалянето от кръста в лявата ниша на светилището е изрисувана от същата ръка, както Свалянето от кръста в храма „Свети Архангели“ в Селица. Той трябва да е изписал и почти всички изящни икони от 1-ва и 2-ра зона на иконостаса, както и царските. По стила се предполага, че това е Георгиос Мануил. Христос Вседържител от тавана на храма също е негово дело.
Над ниската врата на западната стена има надпис: „Η ΠΑΡΑΒΟΛΗ ΤΟΥ ΑΣΩΤΟΥ, ΤΩΝ ΔΕΚΑ ΠΑΡΘΕΝΩΝ Και Η ΕΞΑΗΜΕΡΟΣ ΕΙΚΟΝΙΣΘΗΣΑΝ… 1863“ (Притчата за блудника, десетте девици и Шестодневът са илюстрирани... 1863). Това, заедно с Второто пришествие, са произведения на Томас Икономидис, за които казва в 1905 година, че се срамува от тях. Те са оригинални по своята тематика, особено голите фигури на протопластите и напомнят на западни модели.
В долната дясна част на западната стена има две сцени - Страшният съд и Ужасната уста на Ада, които, съдейки по стила и почерка, принадлежат на сятищанина Христодулос Йоану, който в 1895 година изписва църквата „Свети Апостоли“ в Селица.

## Камбанария
Внушителната камбанария е построена в 1888 година. В 1948 година по време на Гражданската война камбанарията е разрушена и с нейните отломки е построена малката сграда, наречена „Митрополия“. Първоначално е седалище на епископа, когато пребивава в Ератира, а днес в нея се помещава Етнографският музей на Ератира. По-късно камбанарията е възстановена.